# Franco maliense
El franco fue la moneda de curso legal de Malí entre 1962 y 1984. Se dividía en 100 céntimos, sin embargo estas denominaciones nunca se acuñaron.

## Historia
Hasta 1962, Malí utilizó el franco CFA. Ese mismo año se introdujo el franco maliense con una tasa de cambio de 1 MLF = 1 CFA, pero la tasa fue aumentando ligeramente conforme pasaron los años. En 1984, Malí volvió a adoptar el franco CFA con una tasa de cambio de 2 MLF = 1 CFA.

## Monedas
En 1962 se emitieron monedas de aluminio fechadas en 1961, con denominaciones de 5, 10 y 25 francos. Entre 1975 y 1977 se acuñó una segunda serie en bronce de aluminio, con denominaciones de 10, 25, 50 y 100 francos. Las características de las monedas se detallan a continuación.
| Denominación | Emisión   | Metal              | Diámetro (mm) | Peso (g) | Anverso                                        | Reverso                                               | Imagen |
| ------------ | --------- | ------------------ | ------------- | -------- | ---------------------------------------------- | ----------------------------------------------------- | ------ |
| 5 Francos    | 1961      | Aluminio           | 20,00         | 1,00     | Hipopótamo REPUBLIQUE DU MALI año de acuñación | Valor facial 5 FRANCS MALIENS                         |        |
| 10 Francos   | 1961      | Aluminio           | 23,50         | 1,50     | Caballo REPUBLIQUE DU MALI año de acuñación    | Valor facial 10 FRANCS MALIENS                        |        |
| 10 Francos   | 1975-1977 | Bronce de Aluminio | 23,50         | 4,10     | Sorgo                                          | Valor facial BANQUE CENTRALE DU MALI año de acuñación |        |
| 25 Francos   | 1961      | Aluminio           | 27,10         | 2,60     | León REPUBLIQUE DU MALI año de acuñación       | Valor facial 25 FRANCS MALIENS                        |        |
| 25 Francos   | 1975-1977 | Bronce de Aluminio | 27,00         | 2,60     | Sorgo                                          | Valor facial BANQUE CENTRALE DU MALI año de acuñación |        |
| 50 Francos   | 1975-1977 | Bronce de Aluminio | 23,50         | 4,10     | Sorgo                                          | Valor facial BANQUE CENTRALE DU MALI año de acuñación |        |
| 100 Francos  | 1975-1977 | Bronce de Aluminio | 27,80         | 8,00     | Sorgo                                          | Valor facial BANQUE CENTRALE DU MALI año de acuñación |        |

## Billetes
En 1962, el Banco de la República de Malí emitió billetes fechados en 1960 en denominaciones de 50, 100, 500, 1.000 y 5.000 francos. En 1967 se imprimió una segunda serie con nuevos diseños y en las mismas denominaciones que los anteriores. En 1971 el Banco Central de Malí asumió las competencias de emisión de moneda y emitió una tercera serie con denominaciones que iban desde los 100 MLF a los 10 000 MLF.
A continuación se muestran los detalles de las distintas series de billetes emitidos:

### Primera serie
| Denominación  | Efigie       | Color predominante | Imagen del anverso | Imagen del reverso |
| ------------- | ------------ | ------------------ | ------------------ | ------------------ |
| 50 Francos    | Modibo Keïta | Violeta            |                    |                    |
| 100 Francos   | Modibo Keïta | Marrón             |                    |                    |
| 1.000 Francos | Modibo Keïta | Azul               |                    |                    |

### Segunda serie
| Denominación  | Efigie       | Color predominante | Imagen del anverso | Imagen del reverso |
| ------------- | ------------ | ------------------ | ------------------ | ------------------ |
| 50 Francos    | Modibo Keïta | Violeta            |                    |                    |
| 100 Francos   | Modibo Keïta | Marrón             |                    |                    |
| 500 Francos   | Modibo Keïta | Verde              |                    |                    |
| 1.000 Francos | Modibo Keïta | Azul               |                    |                    |
| 5.000 Francos | Modibo Keïta | Rojo               |                    |                    |

### Tercera serie
| Denominación   | Color predominante | Imagen del anverso | Imagen del reverso |
| -------------- | ------------------ | ------------------ | ------------------ |
| 100 Francos    | Multicolor         |                    |                    |
| 500 Francos    | Multicolor         |                    |                    |
| 1.000 Francos  | Multicolor         |                    |                    |
| 5.000 Francos  | Multicolor         |                    |                    |
| 10.000 Francos | Multicolor         |                    |                    |